# Bardaskan
Bardaskan (farsi بردسکن) è il capoluogo dello shahrestān di Bardeskan, circoscrizione Centrale, nella provincia del Razavi Khorasan in Iran. Aveva, nel 2006, una popolazione di 22.211 abitanti.